# Carl Friedrich Zelter
Carl Friedrich Zelter (n. 11 decembrie 1758, Berlin, Regatul Prusiei – d. 15 mai 1832, Berlin, Regatul Prusiei) a fost un compozitor și dirijor german, cu mare influență culturală, al timpul său.

## Biografie
Ca fiul unui zidar și mai târziu și el maistru zidar, pe lîngă munca de zidărie, Zelter se specializează în muzică. În anul 1791 Zeltner a aderat la nou înființata Sing-Akademie din Berlin al promotorului lui, profesor Carl Friedrich Christian Fasch , unde în anul 1800 preia conducerea acesteia.
În anul 1806 a fost ales membru de onoare și 1809 numit profesor al Akademie der Künste („Academiei de Arte din Berlin”). În anul 1809 a fondat prima Berliner Liedertafel, 1820 Königliche Institut für Kirchenmusik („Institutul Regal de Muzică Sacră”).
Zelter a determinat construirea al Sing-Akademie în anii 1825 - 1827 la Kastanienwäldchen, aproape de bulevardul Unter den Linden (, în spatele Neue Wache. Din anul 1952 aici se află teatrul Maxim-Gorki-Theater.
Pe lîngă activitățile sale de dirijor, Zelter scria memorii de muzică și își lua timp pentru mulți elevi, din care Felix Mendelssohn Bartholdy, a cărei surori, Fanny, Otto Nicolai, Giacomo Meyerbeer, sau Eduard Grell, care sunt numai cîțiva din cei mai renumiți.